# Карлайл
За община Карлайл вижте Карлайл (община).
Карлайл (на английски: Carlisle) е град в северната част на област Къмбрия – Англия. Той е административен и стопански център на едноименната община, а също и главен и най-голям град в графството. Населението на града към 2001 година е 71 773 жители.
Разположен е на 16 километра южно от границата с Шотландия. В непосредствена близост до града, преминава Магистрала М6, която е част от един от най-важните транспортни коридори във Великобритания – направлението север-юг (Глазгоу – Ливърпул/Манчестър - Бирмингам – Лондон). На 7 километра в североизточна посока от Карлайл е разположено гражданското летище „Carlisle Airport“.
Градът е представен във футболната лига на Англия от клубът ФК Карлайл Юнайтед, играещ мачовете си на стадион Брънтън Парк.
Карлайл е център на англиканска епархия със седалище – Катедралата „Света Троица“ наричана катедралата на Карлайл.

## История
Близостта с пограничната зона е първопричината за възникването на селището, през времето на римското владичество, като град обслужващ фортовете по Адриановия вал – защитната погранична стена изградена от император Адриан през II век.
През средновековието, отново близостта с Шотландия, обуславя важността на Карлайл като погранично укрепление. През този период, през 1092 година е построен замъка „Карлайл“ от Уилям II.
В началото на ХII век, Хенри I позволява основаването на манастирска обител в рамките на селището, която малко по-късно се превръща в катедралата на Карлайл, когато градът придобива статус на център на епархия (диоцез).
През време на Индустриалната революция, Карлайл се превръща в гъсто населен промишлен град, важен железопътен център по направлението север-юг.
В днешни дни, градът е главен културен и търговски център на графство Къмбрия. Тук са разположени главните кампуси на университета на Къмбрия.

## География
Карлайл е разположен на мястото, където се сливат реките Идън и Калдю, недалеч от най-вътрешната точка на залива „Solway Firth“ към Ирландско море, разделящ географски Англия от Шотландия. Градът се намира на 90 километра западно от Нюкасъл ъпон Тайн, 480 километра северозападно от Лондон и 150 километра южно от Глазгоу и Единбург.

## Демография
Изменение на населението за период от две десетилетия 1981 – 2001 година:
| година    | 1981   | 1991   | 2001   |
| --------- | ------ | ------ | ------ |
| население | 72 206 | 72 439 | 71 773 |